# 조지 샘프슨
조지 샘프슨(George Sampson, 1993년 6월 29일 ~ )은 잉글랜드의 스트리트댄서 및 배우이다.

## 출연 작품
- 스트리트댄스 2: 라틴배틀 (2012)
- 스트리트댄스 (2010)